# Christopher Gadsden
Pour les articles homonymes, voir Gadsden.
Christopher Gadsden, né le 16 février 1724 à Charleston et mort le 15 septembre 1805 dans la même ville, est un général et homme politique durant la guerre d'indépendance des États-Unis. Il est le principal dirigeant des radicaux de Caroline du Sud pendant la période pré-révolutionnaire. Il est délégué de Caroline du Sud au Congrès continental et brigadier général des forces de l'État pendant la guerre d'indépendance.

Le Gadsden flag : « Ne me marche pas dessus »

Le Navy Jack : symbole de la United States Navy